# Coupe des nations de rink hockey 1962
Navigation
Coupe des nations 1961 Coupe des nations 1963
La Coupe des nations de rink hockey 1962 est la 36e édition de la compétition. La coupe se déroule en avril 1962 à Montreux.

## Déroulement
La compétition est divisée en deux phases. La phase de qualification dure les trois premiers jours du tournoi. Durant cette phase, les 8 équipes sont réparties dans deux groupes. Dans chaque groupe, chaque équipe se rencontre une fois, afin d'établir un classement par groupe. Les deux premières équipes de chaque groupe sont qualifiés pour les demi-finales. Les deux équipes les moins bien placées s'affrontent dans un tournoi pour établir le classement final. La phase finale s'étale sur les deux derniers jours. Les deux meilleures équipes de chaque groupes s'affrontent dans un championnat. Les derniers et avant-derniers s'affrontent pour déterminer les places de classement. La confirmation du changement de formule du tournoi passant d'un championnat unique où chacune des huit équipes affrontent les sept autres, est notamment dû au fait que certaines rencontres étaient trop déséquilibrées.
La Yougoslavie doit sa participation à cette édition en raison du désistement de l'équipe hollandaise qui n'a pas pu être remplacé par une équipe sud-américaine. Le Chili organisait peu avant les championnats du monde.
Le Portugal est représenté par le Sport Lisbia e Benfica composé de José Pereira, José Manuel Diaz, Jorge Anselmo de Jesus Rodriguez, Antonio da Silva Urgeiro, Augusto Rodriguez Nogueria, Mario de Almeida Lopez, Manuel Pereira de Araujo et Antonio José Parreira do Lovramento. L'Italie est représentée par le HC Monza composé de  Bolis, Villa, Bosisio, Lvati, Bordollini, Gelmini et Pessima. L'Espagne du RCD Espanol est composé de Masco, Colome, Jeronimo Brasal, Roca, Newton, Garcia, Trias et Juan Brasal. La Suisse du HC Montreux est composée de Barbety, Karrer, Del Pedro, Marcel Monney, Liechti, Laubscher, Rieder et Croci-Torti. L'Angleterre est représentée par une sélection nationale composé de Cartwright, Scrivers, Thurston, Chilton, Wimble, Murphy, Barham et Beales. L'Allemagne est composé de Hagenacker, Struckberg, Strangfeld, Luecke, Jacobi, Buschaussen, Kowollik et Stolzke. La France de Saint-Omer est composé de Obert, Guétemme, Delherce, Marin, Deblonde, Hovez, Hérent et Planque. La Yougoslavie du NK Nova Gorica est composé de August Zavrtanik, Jakin, Makuc, Petrot, Skerej, Tabaj, Skok et Klavdij Zavrtanik.
Un nouveau trophée est instauré, le challenge Hispania. Ce trophée, offert par deux sportifs espagnols, d'une valeur de 5000 francs est en argent massif. Il vise à récompenser l'équipe qui parvient à remporter quatre éditions consécutives ou dix éditions non-consécutives. Il faudra attendre l'édition 1980 pour voir l'Espagne réussir une série de quatre victoires, entre-temps aucune autres équipes n'est parvenu à remporter la coupe a dix reprises.
Cette 15e édition de la coupe est couverte par Martial Blanc pour la Gazette de Lausanne ainsi que  Frédéric Schlatter, tandis que Sottens émet une diffusion de la présentation des équipes.
Le match d'ouverture voit la victoire de l'Angleterre contre le Yougoslavie.
L'Italie défait l'Angleterre par trois buts contre un.
La compétition est marquée par la performance de l'Angleterre. Le pays après avoir remporté intégralité des compétitions de l'entre deux guerres, avait décliné sur le plan mondial. L'édition montre des espoirs de revoir une équipe anglaise compétitive pour les années suivantes. Mais pour le titre 1962, c'est le Portugal l'obtient et conforme ainsi la suprématie ibérique.

## Phase de poules

### Groupe A
| Rang | Équipe      | Pts | J | G | N | P | Bp | Bc | Diff |  | Résultats |  |      |     |     |
| ---- | ----------- | --- | - | - | - | - | -- | -- | ---- |  | --------- |  | ---- | --- | --- |
| 1    | SL Benfica  | 9   | 3 | 3 | 0 | 0 | 20 | 4  | +16  |  | Portugal  |  | 10-2 | 4-1 | 6-1 |
| 2    | Monza       | 6   | 3 | 1 | 1 | 1 | 11 | 12 | -1   |  | Italie    |  |      | 2-2 | 7-0 |
| 3    | Herten      | 6   | 3 | 1 | 1 | 1 | 6  | 7  | -1   |  | Allemagne |  |      |     | 3-1 |
| 4    | Audomarrois | 3   | 3 | 0 | 0 | 3 | 2  | 16 | -14  |  | France    |  |      |     |     |

### Groupe B
| Rang | Équipe      | Pts | J | G | N | P | Bp | Bc | Diff |  | Résultats   |  |     |     |      |
| ---- | ----------- | --- | - | - | - | - | -- | -- | ---- |  | ----------- |  | --- | --- | ---- |
| 1    | Angleterre  | 9   | 3 | 3 | 0 | 0 | 19 | 9  | +10  |  | Angleterre  |  | 6-4 | 3-2 | 10-3 |
| 2    | HC Montreux | 7   | 3 | 2 | 0 | 1 | 18 | 10 | +8   |  | Montreux HC |  |     | 3-1 | 11-3 |
| 3    | CDR Español | 5   | 3 | 1 | 0 | 2 | 12 | 7  | +5   |  | Espagne     |  |     |     | 9-1  |
| 4    | Nova Gorica | 3   | 3 | 0 | 0 | 3 | 7  | 30 | -23  |  | Yougoslavie |  |     |     |      |

## Phase finale
| Rang | Équipe      | Pts | J | G | N | P | Bp | Bc | Diff |  | Résultats   |  |     |     |     |
| ---- | ----------- | --- | - | - | - | - | -- | -- | ---- |  | ----------- |  | --- | --- | --- |
| 1    | SL Benfica  | 9   | 3 | 3 | 0 | 0 | 9  | 3  | +6   |  | Portugal    |  | 3-1 | 3-2 | 3-0 |
| 2    | Monza       | 6   | 3 | 1 | 1 | 1 | 6  | 6  | 0    |  | Italie      |  |     | 3-1 | 2-2 |
| 3    | Angleterre  | 5   | 3 | 1 | 0 | 2 | 5  | 7  | -2   |  | Angleterre  |  |     |     | 2-1 |
| 4    | Montreux HC | 4   | 3 | 0 | 1 | 2 | 3  | 7  | -4   |  | Montreux HC |  |     |     |     |

## Matchs de classement
| 7e Place    | Res | 8e Place    |
| ----------- | --- | ----------- |
| Audomarrois | 6-4 | Nova Gorica |
| 5e Place    | Res | 6e Place    |
| CDR Español | 4-0 | Herten      |

## Classement final
| Classement | Équipe      |
| ---------- | ----------- |
|            | SL Benfica  |
|            | Monza       |
|            | Angleterre  |
| 4          | Montreux HC |
| 5          | CDR Español |
| 6          | Herten      |
| 7          | Audomarrois |
| 8          | Nova Gorica |

| Vainqueur du tournoi de Montreux 1962 |
| ------------------------------------- |
| SL Benfica 1er                        |